# Berchta
Berchta ou Perchta est, dans le folklore germanique, une fée du foyer qui visite les cieux pendant les douze jours de Noël.
Berchta, Perchta ou Percht (aussi Frau (Dame) Percht, Bircht, Brig(i)t Frau Faste, Perahta, Stampfe, Paxto-Stampfo, Posterli, Quatemberca, Fronfastenweiber, Bechtrababa, Sperchta, Berigl, Berchtlmuada, Pehta, Perhta-Baba, Zlobna Pehta, Bechtrababa, Sampa, Stampa, Lutzl, Zamperin, Pudelfrau, Kwaterni, Zampermuatta, Rauweibof, Bercht(a), et en anglais Berta) est une figure de la mythologie germanique et slave. Elle est considérée être issue d'une ancienne déesse (Percht) dans les régions alpines et le sud de l’Allemagne. Elle est probablement issue d’une influence celtique sur la déesse germanique Frigg, comme Frau Holle ailleurs en Allemagne.
Berchta existe dans la quasi-totalité de l’aire germanophone, mais aussi en République tchèque et en Slovénie (comme Kvaternica). Par contre, là où l’on trouve Frau Holle, Perchta n’est pas connue.
Une version masculine existe sous le nom de Berchtold ou Quantembermann.

## Étymologie
Son nom peut provenir de l'ancien haut allemand peraht ou du proto-germanique *brehtaz, c’est-à-dire brillant et voudrait dire « la brillante, la lumineuse, l’éminente ». D’autres, comme Jacob Grimm lui donnent une origine celtique. Le nom Brig(i)t veut dire la même chose dans les langues celtes dont le gaulois. Voir à ce sujet Xavier Delamarre, brigantion / brigant-, « Le nom de la sainte irlandaise Brigit est un adjectif de forme *brigenti… l’Éminente. » Eugen Mogk propose une étymologie alternative pour Perchta qui pourrait venir de l’ancien haut allemand pergan qui veut dire « caché, couverte, voilée ».
Les premières mentions bien identifiées de Perchta datent du XIIIe siècle, mais il est possible de la relier a des textes du XIe siècle. Une analyse étymologique semble indiquer que le nom Perchta peut être ramené avant le second glissement linguistique allemand qui date du Xe siècle.
Dans les régions de  Bade, Souabe, Suisse et Slovaquie elle était souvent appelée Frau Faste (la Dame de Carème) ou Pehta ou Kvaternica, en Slovénie. Ailleurs, à Guntzbourg par exemple, elle était connue comme Posterli, Quatemberca et Fronfastenweiber. Dans le sud de l’Autriche, en Carinthie parmi les Slovènes, une forme masculine était connu comme Quantembermann, en Allemand ou Kvaternik, en Slovène.  Jacob Grimm signale que son parèdre était Berchtold.

## Origine
Jacob Grimm décrit une Frau Bercht datant du Xe siècle. C’est un fantôme féminin habillée en blanc. Elle vérifie le travail de filage et de tissage. Il la relie aux Dames Blanches.
Le culte de Perchta est décrit (et condamné) par le De decem praeceptis et le Thesaurus pauperum on laissait des offrandes de nourriture et de boissons pour Fraw Percht dans le but d'obtenir richesse et abondance. Des documents ecclésiastiques plus tardifs la relient à Diane, Hérodiade et Richella et Abundia.
Selon Grimm Perchta ou Berchta était connue « précisément dans ces régions de la Haute Germanie où Holda n’apparaissait pas » c’est-à-dire la Souabe, l’Alsace, la Suisse, la Bavière et l’Autriche.

## Représentations

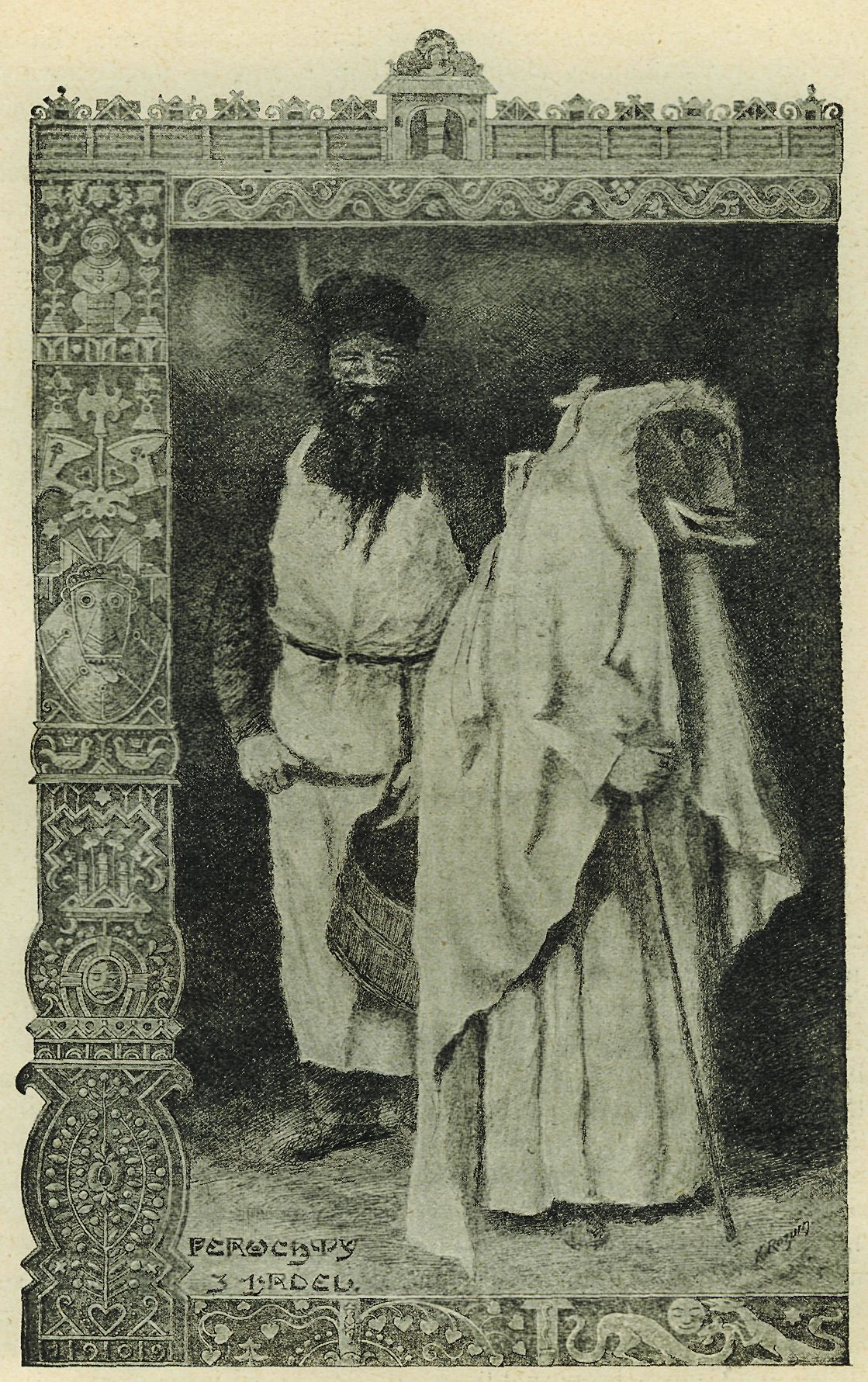
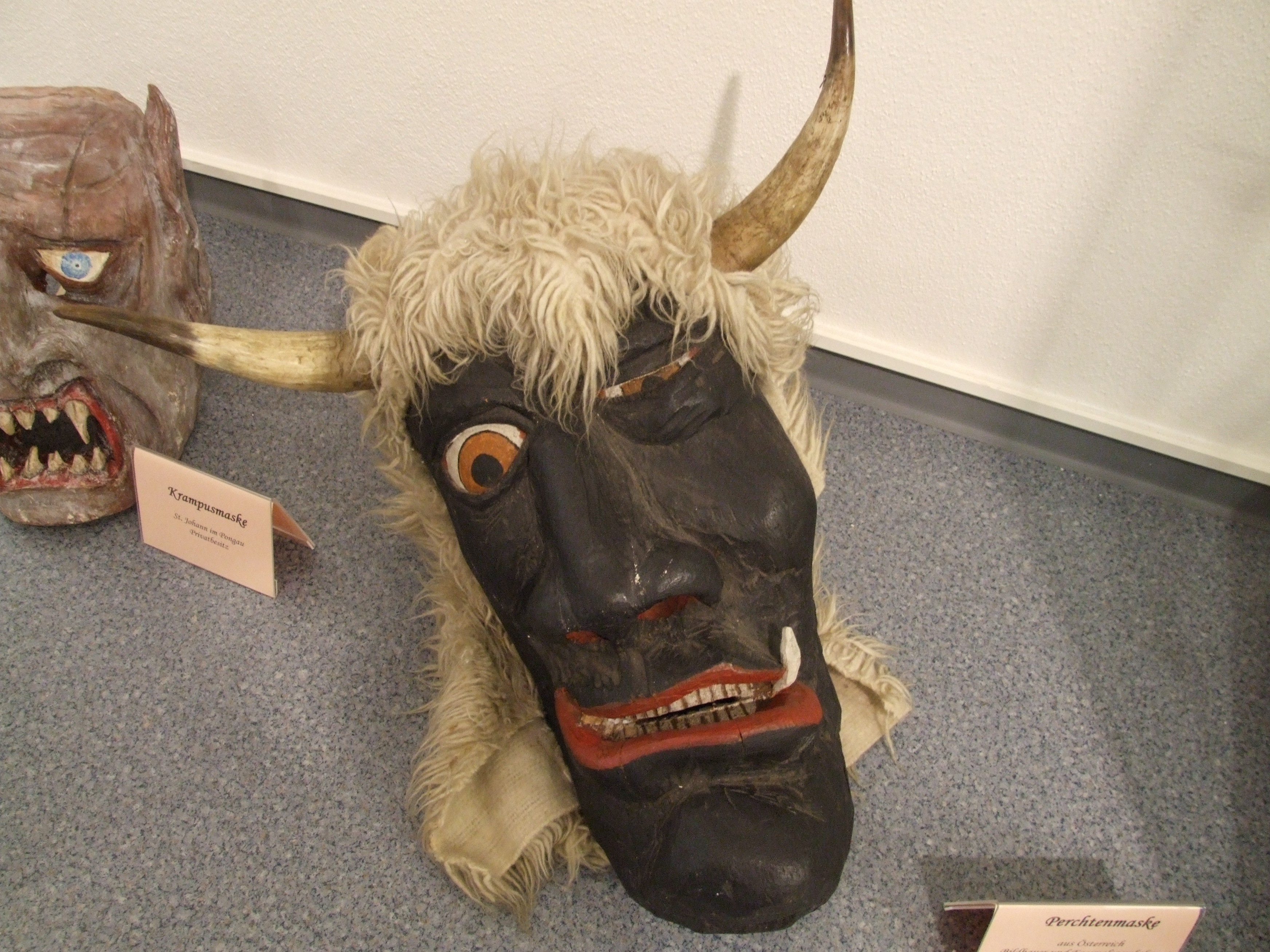
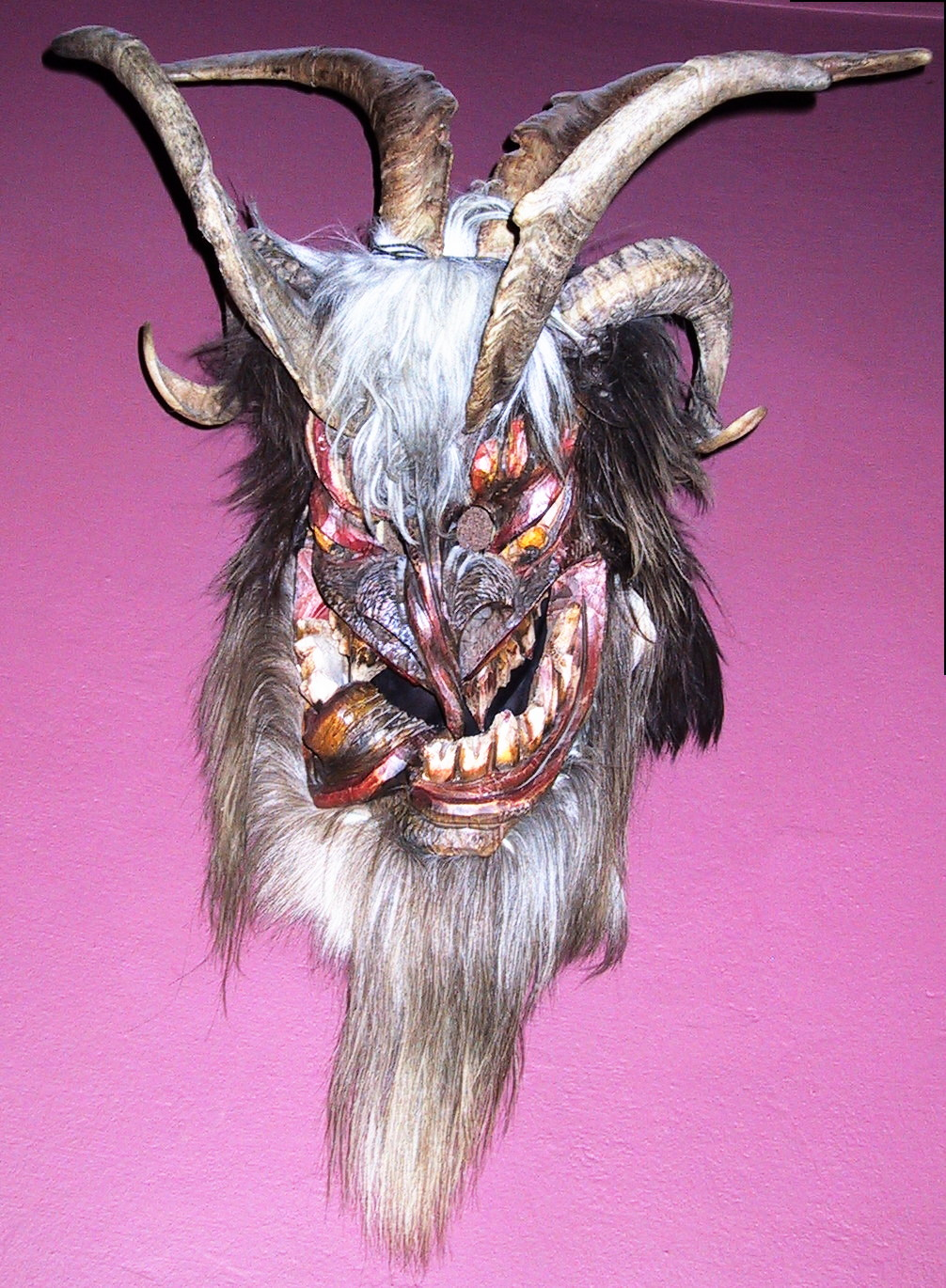

## Description
Perchta est considérée comme une survivance de la même déesse germanique que Holda ou frau Holle. Cette déesse est probablement Freyja / Frigg. Selon Jacob Grimm et Lotte Motz, Perchta est la cousine de Frau Holle, car les deux partagent le rôle de gardienne des bêtes et apparaissent durant les douze jours de Noël pour surveiller le filage,. Dans les descriptions, elle a deux aspects : soit elle apparaît comme une belle jeune femme blanche comme neige, soit comme une vieille femme laide et en haillons.

### Récompense – punition
Berchta récompense les femmes travailleuses et aidantes, elle donne dans ce cas des fuseaux et des pièces de monnaie. Elle s’occupe aussi de la pousse du blé. Elle règne sur les âmes des enfants pas encore nés cachée dans un puits ou une mare,. Dans ce cadre elle est à rapprocher de la Cailleach. Berchta punit la paresse et les transgressions des interdictions alimentaires le jour de sa fête, qui sont le bouilli d’avoines et le poisson, par des cauchemars ou même l’éventration. Dans le cas d’une éventration l’estomac est ensuite rempli de pierres et la victime est jetée dans un puits ou une mare (à comparer avec la punition du loup qui a tenté de manger le Petit Chaperon rouge). Berchta peut aussi ôter le souffle d’un être humain.
Frau Holle a aussi ces deux aspects de récompenser le bon et punir le mauvais.

### Attributs
Ses attributs – les outils en fer et le nez – attirent l’attention. Berchta ouvre le ventre des gens avec un couteau en fer, coupe ses victimes avec une hache en fer ou traîne avec elle une chaîne en fer. Ceci peut éventuellement indiquer une origine pré-germanique car le Norique était un grand fournisseur de fer pour l’Empire romain, et la déesse Noreia (leur déesse tutélaire) a les mêmes attributs. Presque toujours on la représente avec un grand nez. Ceci peut peut-être faire référence à un bec d’oiseau. Au sud-est de l’Europe on trouve beaucoup de déesses oiseau ; la germaniste Erika Timm pense que les tribus germaniques qui ont migré vers le sud de l’Allemagne actuelle ont amené avec eux une numina qui ressemblait à Frau Holle.

### Berthe au grand pied
Berchta est aussi représentée comme Butzebercht, une vieille femme au pied déformé en forme de patte d’oie ou patte de cygne. Ceci aurait été provoqué par le filage continuel. Ce pied étrange est mentionné dans plusieurs langues, en allemand c’est « Berthe mit dem fuoze », en français « Berthe au grand pied », en latin « Berhta cum magno pede ». Ce pied est considéré en Allemagne lié à la  possibilité de changer d’aspect. Elle vérifie combien de lin a été filé par les filles dans l’année. On peut la mettre en relation avec le conte des 3 fileuses collecté par les frères Grimm, ainsi qu’avec les nornes et les völvas.

## Folklore

### Dates
Certains motifs folkloriques liés à Berchta en relation avec le solstice d’hiver ont été repris par des saints chrétiens. Par exemple à Passau on ne rencontre pas Perchta, mais elle fut remplacée par Sainte Lucie de Syracuse. La fête de cette sainte est le 13 décembre, mais ce jour correspond au solstice d’hiver au calendrier julien. Au Danemark, Suède, Norvège, Finlande et Islande on fête toujours la Sainte Lucie. Berchta est fêtée entre le solstice d’hiver (aux alentours du 21 décembre) et le 6 janvier (fête des rois). Elle est surtout fêtée le 6 janvier, un repas spécial lui est dédié. En vieux haut allemand, la nuit du 6 janvier est appelée Perthennacht ou Berchtentag. C’est aussi à cette période qu’elle traverse les cieux comme meneuse de la chasse sauvage ; ceci est aussi valable pour Frau Holle ou d’autres figures de la mythologie germanique. Freyja par exemple accompagne son mari Odin ce jour-là comme meneuse de la chasse sauvage à cette période. La période est à rapprocher des douze jours de Noël.

### Le Perchtenlauf
Le mot Perchten est le pluriel de Perchta. Ce mot est devenu le nom de la suite de Perchta, mais aussi le nom des masques portés dans les montagnes d'Autriche pendant les parades, appelés perchtenlauf, et festivals. Au XVIe siècle les Perchten prirent deux formes :  
- beaux et brillants nommées Schönperchten (beaux Perchten) qui durant les douze jours de Noël et les festivals défilent pour apporter chance et richesse aux gens.
- laids nommées Schiachperchten (Perchten moches) qui ont des défenses, des crochets et des queues de cheval et qui chassent les démons et des fantômes.

Parfois le diable est considéré comme le plus schiach (« laid »), Percht, et Frau Perchta comme la plus schöne (« belle ») Percht. Les hommes déguisés, avec ce masque et des costumes spéciaux, traversaient les maisons pour repousser les mauvais esprits au XVIe siècle. De nos jours en Autriche, particulièrement Salzbourg, les masques sont toujours utilisées lors de fêtes et de festivals (comme le mardi gras). Les masques en bois fait pour les festivals sont toujours appelées Perchten. On parle de Klöpfler (frappeur) à Bayerne.
Les traditions de la « course aux Perchtes » du mardi gras ou Perchtenlauf est ancienne. Les premières attestations datent de 1582. Cette tradition n’est pas mentionnée avant cette date, mais cela est probablement dû au fait que l’on considérait comme un péché mortel de faire des offrandes à Berchta. Au XVIe siècle semble s’installer une tolérance vis-à-vis de la chasse ou course aux perchten et notamment aux Schiachperchten car ils chasseraient le démon. Durant la Contre-Réforme cette tolérance fut abandonnée et la chasse aux perchte fut de nouveau interdite et puni par l’Église catholique et le gouvernement.

### Équivalences européennes folkloriques
Cette chasse aux Perchtes est présente dans toute l’Europe. Des équivalences de Perchta aussi sont présent(e)s.
Pays-Bas
Pour la « course aux Perchtes » on parle de  Sunderums (ou Sinteromes, ou Sunderklazen) à Terschelling,
de Ouwe Sunderklaas (Le Vieux Saint Nicolas) et de Streetfegers (les Balayeurs de rue) à Texel et
de Klozum (Le Ballourd) à Schiermonnikoog.
Allemagne, Alsace
Il est possible de relier Perchta et le « knecht Ruprecht », l’aide de saint Nicolas, qui est ainsi appelé dans le milieu et le sud de l’Allemagne. Lui aussi punit et récompense dans cette période des « 12 jours de Noël ».
Alpes (Suisse, Allemagne, ...)
Le folklore autour de Krampus dans les Alpes est aussi comparable. Krampus fait beaucoup de bruit et avec ses chaînes chasse les mauvais esprits. Il y a aussi des Krampuslaufe.
Italie
La Béfana peut être rapprochée de Perchta, elle visite tous les enfants d'Italie la veille du 6 janvier pour remplir les chaussettes des enfants avec des bonbons s'ils ont été gentils ou un morceau de charbon (maintenant du charbon en sucre) s'ils ont été méchants.
Irlande, Écosse
La Cailleach est une vieille femme gardienne de bêtes et elle garde les âmes des enfants non-nés au fond d'un lac. C'est aussi une déesse d'Abondance et elle protège le blé.
Bretagne (région de France)

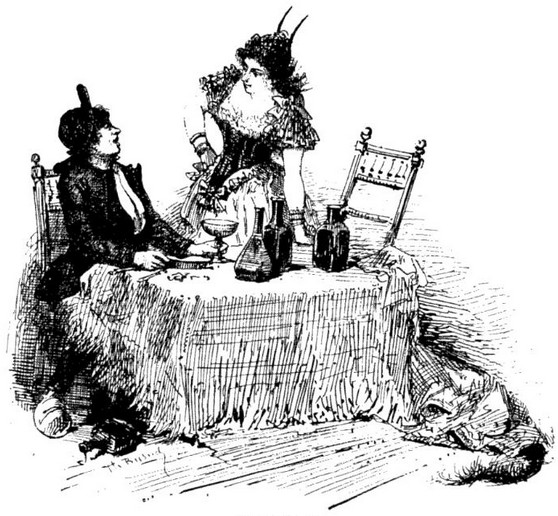
La Groac'h de l'ïle du Lok, illustration de Théophile Busnel pour le conte d’Émile Souvestre.

La Groac'h est une sorcière qui peut être très généreuse comblant de cadeaux ceux qui lui rendent visite dans sa demeure au fond de l’eau, mais elle peut aussi être terrible changeant les hommes en poisson pour les manger. Elle peut se trouver sous la forme d’une femme terriblement séduisante et sous la forme d’une affreuse sorcière.